# Breach (Twenty One Pilots)
Pour les articles homonymes, voir Breach.
Albums de Twenty One Pilots
Clancy
(2024)
Singles
1. The Contract
Sortie : 12 juin 2025
2. Drum Show
Sortie : 18 août 2025

Breach (« rupture » en anglais) est le huitième album studio du duo américain Twenty One Pilots, dont la sortie est prévue pour le 12 septembre 2025 chez Fueled By Ramen et Elektra Records.
Annoncé lors de l'anniversaire de leur album Blurryface (2015), à la fin du Clancy World Tour, cet album sera une suite à Clancy, sorti en 2024, et apportera la véritable conclusion au récit de Trench raconté par le groupe dans leurs différents albums conceptuels ébauchés depuis 2015,.

## Contexte et promotion
À la suite du Clancy World Tour, débuté le 15 août 2024 à Denver et achevé le 14 mai 2025 à Londres avec près de 60 représentations, le groupe entame la célébration des dix ans de leur album Blurryface sur leurs réseaux. Le 21 mai 2025, soit près d'un an après la sortie de Clancy et pour l'anniversaire des quatre ans de Scaled and Icy, la sortie d'un nouvel album est alors annoncée sur leur compte Instagram, prévu pour le mois de septembre 2025, accompagné de la remarque suivante : « Hello Clancy, hello Blurryface, let's finish this », supposant que cet album viendra poursuivre et conclure les arcs narratifs apportés par l'histoire de Trench,, laissés en suspens avec le cliffhanger de Paladin Strait, dernier titre de Clancy,, où le personnage de Nico attrapait Clancy à la gorge.
Un premier single, The Contract, paraît le 12 juin 2025,,,. Le même jour, le groupe annonce une tournée en Amérique du Nord pour la fin d'année : The Clancy Tour: Breach, qui débutera le 18 septembre 2025 à Cincinnati (Ohio) et se terminera le 25 octobre 2025 à Los Angeles (Californie).
Le 15 juillet 2025, la liste des titres de l'album est dévoilée. Le second single, Drum Show, paraît quant à lui le 18 août : avec cette chanson, le batteur du groupe, Josh Dun, accompagne pour la première fois de l'histoire du groupe Tyler Joseph au chant. Quelques jours avant la sortie de ce single, Joseph annonce dans une lettre ouverte destinée à ses fans que le clip réalisé pour City Walls viendra conclure l'histoire de Clancy et sera dévoilé le jour de la sortie de l'album.

## Liste des titres
| No  | Titre            | Durée |
| --- | ---------------- | ----- |
| 1.  | City Walls       |       |
| 2.  | RAWFEAR          |       |
| 3.  | Drum Show        | 3:24  |
| 4.  | Garbage          |       |
| 5.  | The Contract     | 3:48  |
| 6.  | Downstairs       |       |
| 7.  | Robot Voices     |       |
| 8.  | Center Mass      |       |
| 9.  | Cottonwood       |       |
| 10. | One Way          |       |
| 11. | Days Lie Dormant |       |
| 12. | Tally            |       |
| 13. | Intentions       |       |